# VIDEO JAM
『VIDEO JAM』（ビデオジャム）は、テレビ朝日系列局ほかで放送された音楽番組。ローカル番組時代の唯一のネット局だった北海道テレビでは1986年1月11日から1997年4月1日まで放送。キー局のテレビ朝日では1986年9月29日から1997年3月26日まで放送。

## 概要
ソニー・ミュージックの関連事務所に所属するアーティストたちが出演していた深夜番組で、彼らのビデオクリップの紹介やトーク、インタビューなどを中心に構成されていた。デビュー前やデビュー直後の若手アーティストたちが多数登場し、本番組で無名の存在からメジャーな存在になっていったアーティストは多い。1994年にラテンロックバンド・BINGO BONGOのヴォーカル兼MCとしてデビューしたものの、世間的にはほぼ無名だったユースケ・サンタマリアが本番組でコントをしているところをフジテレビの亀山千広プロデューサーが観ており、これがきっかけでユースケは『踊る大捜査線』へ出演してブレイクした。
当初は北海道テレビのみで放送されるローカル番組で、その当時は『MIDNIGHT VIDEO JAM』（ミッドナイトビデオジャム）と題して放送されていた。また、MCには中村貴子を起用していたが、1986年4月5日放送分からはデーモン小暮（現・デーモン閣下）も参入し、それを機にタイトルも『デーモン・貴子のMVJ II』（番組表では「デモ・タカMVJ」）と改められた。この頃から地方局数局で放送されるようになった。同年9月29日放送分をもってタイトルが『デモ・タカ VIDEO JAM』と改められ、同日放送分からはテレビ朝日でも放送されるようになった。1987年4月6日放送分をもってMCが中村貴子から奥居香に交替したが、その際にタイトルから『デモ・タカ』が外れて『VIDEO JAM』と改められた。以後はコアな固定ファン層を獲得し、10年にわたって放送された。
番組はその後、ソニー・ミュージックの若手アーティストたちを紹介するという一定の目的を果たしたことや、テレビ朝日の深夜枠の改編などを理由に、1997年春に終了した。なお、当初からこの番組をネットしていた北海道テレビにおいても、最終回まで放送され続けていた（『デモ・タカ VIDEO JAM』第1回（1986年10月1日）当時の放送時間は毎週水曜24:20、1988年10月4日に火曜深夜枠へ移動し、最終回（1997年4月1日）時点での放送時間は毎週火曜25:20）。
東海地方では、『デーモン・貴子のMVJ II』時代にテレビ東京系列局のテレビ愛知で放送されていたことがある（1986年4月3日から同年6月26日までは木曜 25:40 - 26:10に、同年7月7日から9月29日までは月曜 24:20 - 24:50に放送）。1986年9月29日から正規系列局の名古屋テレビ（当時名古屋放送）へ移行することになり、同日放送分をもってテレビ愛知での放送が完了（24:50）。その5分後（24:55）に名古屋テレビでの放送が開始された。名古屋テレビでは、当初はテレビ朝日との同時ネットで放送されていたが、1988年10月3日放送分をもって一度打ち切られた。1989年1月15日に放送を再開してからは日曜深夜枠での遅れネットで放送されるようになり、1989年4月8日から1990年3月23日、および同年10月6日から12月22日まではそれぞれ土曜深夜枠で放送されていたが、その時にも途中2度の中断（1990年4月から同年9月、1991年1月から同年3月）があるなど、ネット状況は安定していなかった。1991年4月7日から1996年3月31日までは再び日曜深夜枠で放送され、1996年4月6日から1997年3月29日までは再び土曜深夜枠で放送されていた。

## 歴代司会者
- デーモン小暮 & 中村貴子（1987年3月30日まで）
- デーモン小暮 & 奥居香（1987年9月まで）
- 三浦洋一 & 奥居香
- 宮原学 & 奥居香
- 宮原学 & 谷村有美
- 青木秀一（NIGHT HAWKS） & 谷村有美
- ROLLY & 谷村有美
- ROLLY & CHARA
- ROLLY & 井上睦都実
- 阿部義晴 & 井上睦都実
- 阿部義晴 & CHIE（YOYOYO）
- 真心ブラザーズ & PUFFY
- 真心ブラザーズ & 市井由理
- 浅田信一（SMILE） & 市井由理
- 浅田信一 & 篠原ともえ
- 電気グルーヴ & 篠原ともえ
- 電気グルーヴ & 真城めぐみ（HICKSVILLE）
- HIDEKI（SIAM SHADE） & 真城めぐみ
- TOMOVSKY & かの香織
- TOMOVSKY & JUDY AND MARY

## 放送時間
| 期間       | 期間       | タイトル               | 放送時間（日本時間）                              | 備考                                                                         |
| ---------- | ---------- | ---------------------- | ------------------------------------------------- | ---------------------------------------------------------------------------- |
| 1986.01.11 | 1986.03.29 | MIDNIGHT VIDEO JAM     | 土曜日 23:45 - 24:15（30分）                      |                                                                              |
| 1986.04.05 | 1986.09.27 | デーモン・貴子のMVJ II | 土曜日 23:55 - 24:25（30分）                      | ここまでは北海道テレビでの放送時間                                           |
| 1986.09.29 | 1987.03.30 | デモ・タカ VIDEO JAM   | 月曜日 24:20 - 24:50（30分）                      | ここからはテレビ朝日での放送時間                                             |
| 1987.04.06 | 1987.09.21 | VIDEO JAM              | 月曜日 24:20 - 24:50（30分）                      |                                                                              |
| 1987.09.28 | 1988.10.03 | VIDEO JAM              | 月曜日 24:30 - 25:00（30分）                      |                                                                              |
| 1988.10.14 | 1992.09.25 | VIDEO JAM              | 金曜日『PRE★STAGE』（25:10 - 28時台）内の内包番組 | この間、毎月1回の『朝まで生テレビ!』の放送があった日は本番組は休止となった。 |
| 1992.10.02 | 1993.03.27 | VIDEO JAM              | 土曜日 26:35 - 27:05（30分）                      |                                                                              |
| 1993.04.04 | 1994.09.25 | VIDEO JAM              | 日曜日 25:00 - 25:30（30分）                      |                                                                              |
| 1994.10.02 | 1995.10.01 | VIDEO JAM              | 日曜日 25:15 - 25:45（30分）                      |                                                                              |
| 1995.10.08 | 1996.09.15 | VIDEO JAM              | 日曜日 25:30 - 26:00（30分）                      |                                                                              |
| 1996.09.23 | 1996.12.16 | VIDEO JAM              | 月曜日 26:10 - 26:40（30分）                      |                                                                              |
| 1997.01.08 | 1997.03.26 | VIDEO JAM              | 水曜日 26:10 - 26:40（30分）                      | 帯番組枠『深夜水族館』内で放送                                               |